# جون كارتر براون
جون كارتر براون (بالإنجليزية: John Carter Brown)‏ هو فاعل خير أمريكي، ولد في 1797، وتوفي في 1874 في بروفيدنس في الولايات المتحدة.